# Yousouf Karamanli
Yousouf (ibn Ali) Karamanli (var. Caramanli, Qaramanli ou encore al-Qaramanli), né en 1766 et mort en 1838, est un pacha de Tripoli de la dynastie Karamanli.

## Accession au trône
Yousouf Karamanli est né à Tripoli en 1770 dans la famille d'origine turque Karamanli (d'après la cité de Karaman). Son frère, Hamet Karamanli, est déposé en 1793 par un officier ottoman du nom d'Ali Benghoul. Ce dernier procède alors à la restauration de la souveraineté ottomane sur Tripoli. Toutefois, en 1795, Yousouf regagne Tripoli et reprend possession du trône avec l'aide du bey de Tunis, exilant Hamet et restaurant la dynastie Karamanli.

## Guerres barbaresques
En 1801, Yousouf exige un tribut de 250 000 $ aux États-Unis. Le président Thomas Jefferson, confiant en la capacité de la nouvelle United States Navy à protéger les navires marchands américains, refuse de céder aux exigences du pacha. Ce dernier finit par déclarer la guerre en mai 1801.
En 1803, la Navy met en place avec succès un blocus des ports de la régence de Tripoli. Après quelques succès initiaux, dont principalement la capture de la Philadelphia, la bataille de Derna marque un tournant qui présage la signature du traité de paix, le 10 juin 1805.

## Déclin de la dynastie Karamanli
Vers 1819, de nombreux traités signés lors des guerres napoléoniennes font leurs effets. Le Etats barbaresques sont en effet contraints d'abandonner leurs activités corsaires, provoquant le déclin de l'économie de Tripoli. Yousouf Kamaranli tente de compenser ces pertes en encourageant le commerce transsaharien. Il doit toutefois faire face aux idées abolitionnistes apparues en Europe et dans une moindre mesure aux États-Unis. Cette tentative se solde par un échec.
Affaibli, le pacha de Tripoli doit également faire face aux pressions de ses trois fils. Il finit par abdiquer en 1832 en faveur de son fils Ali II, mais la guerre civile ne tarde pas à faire son retour. Le sultan Mahmoud II envoie ses troupes sous prétexte de restaurer l'ordre mais en profite pour déposer Ali II et le contraindre à l'exil, marquant la fin de la domination Karamanli sur Tripoli qui devient indépendante.

### Autre bibliographie
- (en) Kọla Fọlayan, Tripoli during the reign of Yūsuf Pāshā Qaramānlī, Ile-Ife, University of Ife Press, coll. « Ife history series » (no 1), 1979, 203 p. (ISBN 978-978-136-003-9)
- (en) Joshua E. London, Victory in Tripoli : how America's war with the Barbary pirates established the U.S. Navy and built a nation, Hoboken, Wiley Pub., 2005, 276 p. (ISBN 978-0-471-44415-2)
- (en) Nora Lafi, Une ville du Maghreb entre ancien régime et réformes ottomanes : genèse des institutions municipales à Tripoli de Barbarie, 1795-1911, Paris, L'Harmattan, coll. « Villes / histoire, culture, société », 2002, 305 p. (ISBN 2-7475-2616-X, lire en ligne)
- (en) K. S. McLachlan, « Tripoli and Tripolitania : Conflict and Cohesion during the Period of the Barbary Corsairs (1551-1850) », Transactions of the Institute of British Geographers, new Series, vol. 3, no 3,‎ 1978, p. 285-294 (ISSN 0020-2754, OCLC 5548802381)